# Feline
Feline è il settimo album studio dei The Stranglers, pubblicato nel 1983 su Epic.

## Il disco
Feline si adatta a due delle tendenze musicali dell'epoca, le chitarre acustiche e la batteria elettronica.
Sebbene Feline sia stato acclamato dalla critica, non ottenne lo stesso successo commerciale del suo predecessore La Folie. Tuttavia, l'album raggiunse una posizione in classifica più alta di La Folie, piazzandosi al #4.

## Tracce
1. Midnight Summer Dream
2. It's A Small World
3. Ships That Pass In The Night
4. European Female
5. Let's Tango In Paris
6. Paradise
7. All Roads Lead To Rome
8. Blue Sister
9. Never Say Goodbye
10. Savage Breast (Bonus Tracks)
11. Pawsher (Bonus Tracks)
12. Permission (Bonus Tracks)
13. Midnight Summer Dream / European Female (Live) (Bonus Tracks)
14. Vladimir And Olga (Bonus Tracks)
15. Aural Sculpture Manifesto (Bonus Tracks)
16. Golden Brown (Bonus Tracks)

## Formazione
- Hugh Cornwell - chitarra, voce
- Jean-Jacques Burnel - basso
- Jet Black - batteria
- Dave Greenfield - tastiere